# لانسين لوريت (كيبك)
لانسين لوريت، كيبك (بالإنجليزية: L'Ancienne-Lorette) هي مدينة كندية تقع في مقاطعة كيبك. تبلغ مساحة هذه المدينة 7.6332 (كم²)، ويبلغ عدد سكانها 16516 نسمة حسب إحصاء سنة 2006 م، بينما كان يسكنها 15929 نسمة في سنة 2001 م. تحتل هذه المدينة المرتبة رقم 233 بين مدن كندا حسب عدد السكان والمرتبة رقم 62 في المقاطعة. النمو سكاني في هذه المدينة يقدر بـ(3.7).

## أعلام
- باتريس بيرغيرون

## وصلات خارجية
- الأطلس الحكومي لكندا
- إحصاءات كندا مع ساعة تعداد السكان نسخة محفوظة 23 مارس 2008 على موقع واي باك مشين.